# تعیین فنوتیپ دی‌ان‌ای
تعیین فنوتیپ دی ان ای روند پیش‌بینی فنوتیپ یک ارگانیسم تنها با استفاده از اطلاعات ژنتیکی جمع‌آوری شده از ژنوتیپ یا توالی DNA است. این اصطلاح که همچنین، به عنوان تصویرسازی مولکولی (فوتوفیتینگ) شناخته شده‌است، در درجهٔ اول به منظور پیش‌بینی ظاهر فیزیکی یک شخص یا تبار زیست جغرافیایی (بیوجئوگرافیک) برای اهداف پزشکی قانونی استفاده می‌شود.
DNA فنوتایپینگ از اطلاعات پزشکی بر پایهٔ اطلاعات ژنتیکی فردی استفاده می‌کند که در آن پاسخ به داروها (فارماکوژنومیک) و نتایج پزشکی با استفاده از اطلاعات ژنتیکی یک بیمار پیش‌بینی می‌شود. تنوع ژنتیکی قابل توجهی در ارتباط با یک صفت خاص با استفاده از رویکرد مطالعه هم‌خوانی سراسر ژنومی (GWAS= genome- wide association study) کشف شده‌است، که در آن صدها مورد از هزاران یا میلیون‌ها پلی مورفیسم تک نوکلئوتیدی (SNPها= single nucleotide polymorphisms) برای ارتباطشان با هر صفت دلخواه مورد آزمایش قرار می‌گیرند. سپس مدل سازی پیش‌بینی‌کننده برای ایجاد یک مدل ریاضی برای پیش‌بینی صفت در مورد موضوعات جدید استفاده می‌شود.

### فنوتیپ‌های پیش بینی شده
روش‌های تعیین تبار زیست جغرافیایی درون جامعه ژنتیکی بسیار توسعه یافته‌اند، از آنجایی که کلید مرحلهٔ کنترل کیفی GWAS است. این رویکردها معمولاً از خوشه بندی ژنتیک انسانی در سراسر ژنوم و/ یا تحلیل مولفه‌های اصلی (Principal Component Analysis - PCA) برای مقایسهٔ خصوصیات جدید با افراد منتخب با دودمان شناخته شده‌استفاده می‌کنند، مانند پروژه HapMap بین‌المللی یا پروژه ژنوم ۱۰۰۰. روش دیگر، سنجش نشان گرهای اطلاعاتی تباری (AIMs= ancestry informative markers) است که در این روش پلی مورفیسم‌های تک نوکلئوتیدی است که از نظر فراوانی در میان جمعیت‌های عمدهٔ انسانی متفاوتند.
از سال ۲۰۰۹، گروه‌های تحقیقاتی مدل‌های پیش‌بینی‌کننده برای رنگ چشم، و اخیراً، رنگ مو در جمعیت اروپایی را توسعه و منتشر کرده‌اند. اخیراً، شرکت‌هایی مانند Parabon NanoLabs و Identitas ارائهٔ خدمات DNA فنوتایپینگ پزشکی قانونی را برای اجرای قوانین بین‌المللی و ایالات متحده آغاز کرده‌اند.

### تفاوت‌های بین DNA پروفایلینگ و DNA فنوتایپینگ
DNA پروفایلینگ سنتی که گاهی اوقات به عنوان انگشت نگاری DNA نیز شناخته می‌شود، از DNA به عنوان یک شناسهٔ زیست سنجشی (بیومتریک) استفاده می‌کند. مشابه یک اسکن عنبیه یا اثر انگشت، یک پروفایل DNA منحصراً می‌تواند یک شخص را با دقت بسیار بالا تشخیص دهد. برای مقاصد پزشکی قانونی، محققان باید DNA را از یک شخص که به صورت بالقوه مطابقت داشته باشد شناسایی و استخراج کرده باشند. DNA فنوتایپینگ زمانی استفاده می‌شود که محققان نیاز به محدود کردن دایرهٔ مظنونین احتمالی داشته باشند یا بقایای ناشناخته را با شناخت اصل و نسب و ظاهر افراد شناسایی کنند. هنگامی که فرد مظنون شناسایی شد، DNA پروفایلینگ سنتی می‌تواند برای اثبات یک تطابق مورد استفاده قرار گیرد، که نمونهٔ مرجع برای مقایسه باید وجود داشته باشد.

## یک استفادهٔ اولیه و موفق DNA فنوتایپینگ در پزشکی قانونی - قاتل سریالی Baton Rouge
از اواخر دههٔ ۱۹۹۰ تا اوایل دههٔ ۲۰۰۰، قتل‌هایی به صورت سریالی در لوئیزیانا صورت گرفت. اظهارات شاهدان عینی و بررسی‌های پلیس حاکی از آن بود که جنایتکار، به احتمال زیاد یک مرد قفقازی است. بعد از آن که محققان نمونه‌های DNA هزاران مرد قفقازی را آزمایش کردند و هیچ تطابقی با DNAی بدست آمده از صحنهٔ جرم نیافتند، DNA فنوتایپینگ بر روی یک نمونه DNAی صحنهٔ جرم توسط تکنیک DNAPrint Genomics انجام شد. این آزمایش نشان داد که تبار مظنون ۸۵٪ آفریقای جنوبی و ۱۵٪ قفقازی است که اشاره به یک فرد افریقایی- آمریکایی داشت و مسیر تحقیقات را تغییر داد. طی دو ماه، پلیس، دریک تود لی (کسی که بعدها برای دو مورد از این قتل‌ها محکوم شد) را بازداشت کرد.